# Acetil-CoA
L'acetil-CoA o acetilcoenzim A (CoAS~COCH₃), és una biomolècula que té una elevada importància biològica, ja que intervé com a agent acceptador i transferidor de grups acil en nombroses reaccions metabòliques. Aquest metabòlit intermediari intervé en les vies catabòliques del cicle de Krebs i de l'oxidació dels àcids grassos i també intervé en diverses vies anabòliques com la gluconeogènesi, la síntesi d'àcids grassos, colesterol i altres isoprenoides.
L'acetil-CoA és un cofactor enzimàtic de baix pes molecular derivat l'àcid pantotènic, format per un grup acetil i el coenzim A. Aquest coenzim, tal com es pot observar a la imatge de la taula, és relativament complex i, al seu torn, està compost de diverses subunitats: beta-mercaptoetilamina, àcid pantotènic, un nucleòtid d'adenina i adenosina 3'-fosfat 5'-disfosfat.
El grup acetil i el coenzim A es troben units per un enllaç tioèster d'alta energia entre l'extrem tiol del CoA i el grup acetil de l'àcid acètic.
L'acetil-CoA és el producte metabòlic resultant de la carboxilació oxidativa del piruvat, en la ß-oxidació dels àcids grassos i en la degradació d'aminoàcids cetogènics. Aquesta molècula va ser descrita per primera vegada l'any 1948 pels científics N. O. Kaplan i F. Lipmann durant un estudi de les reaccions enzimàtiques d'acetilació. Posteriorment, l'any 1964 Konrad Bloch i Feodor Lynen van rebre el Premi Nobel de Fisiologia i Medicina per haver descobrert el paper que desenvolupa l'acetil-CoA en el metabolisme dels àcids grassos.

## Origen de l'Acetil-CoA citoplasmàtic

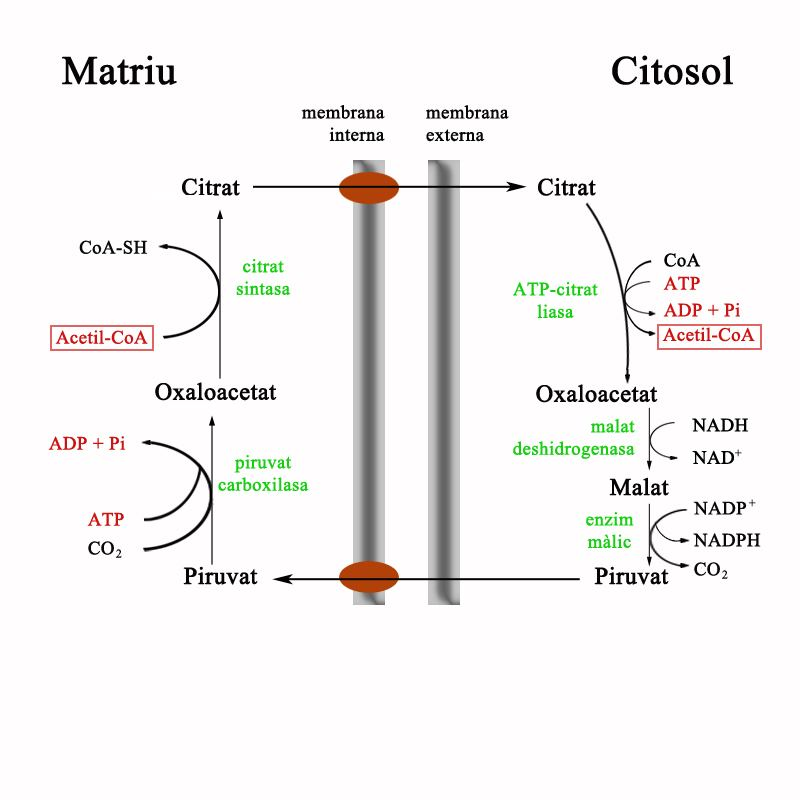
Origen de l'Acetil-CoA citoplasmàtic

Les dues vies principals per a la formació de l'acetil-CoA, que es genera al mitocondri, són mitjançant la reacció del piruvat deshidrogenasa (PDH) i de l'oxidació dels àcids grassos. Aquests metabòlits d'acetil han d'estar presents al citoplasma perquè puguin ser sintetitzats. Quan minva la necessitat d'energia de la cèl·lula es produeix el canvi d'oxidació dels àcids grassos i d'oxidació glucolítica, fet que provoca una disminució en l'oxidació de l'acetil-CoA al cicle de l'àcid tricarboxílic (ATC), també conegut com el cicle de Krebs, i a la via de la fosforilació oxidativa. En aquestes condicions, les unitats d'acetil que hi ha al mitocondri poden ser emmagatzemades en forma de greix i romandran a l'espera de ser requerides per a subministrar energia.
Mitjançant el sistema de transport del tricarboxilat, l'acetil-CoA entra al citoplasma en forma de citrat, i és en aquest entorn on reacciona portada per l'ATP citrat liasa i es converteix en oxalacetat. Aquesta reacció requereix la hidròlisi de l'ATP per a desplaçar el seu equilibri cap als productes, i és pràcticament la inversa de la reacció catalitzada per l'enzim del cicle del TCA-sintasa de citrat, si no fos per l'esmentada hidròlisi de l'ATP. La malat deshidrogenasa (MDH), reacciona amb l'oxalacetat resultant i produeix malat.
L'enzim màlic pot produir que el malat pateixi una descarboxilació oxidativa. El coenzim per a aquesta reacció és la NADP+ per a generar NADPH. L'avantatge d'aquestes reaccions per a transformar l'acetil CoA del mitocondri a acetil CoA del citoplasma, és que gràcies a la reacció de l'enzim màlic, el NADPH produït pot esdevenir una font important del cofactor reductor per a les activitats de la sintasa dels àcids grassos.

## Processos on participa l'Acetil-CoA

### L'Acetil-CoA com a precursor del colesterol i dels àcids grassos
El fet que la majoria dels àcid grassos tinguin un nombre parell d'àtoms de carboni es deu al fet que tots deriven biosinteticament de l'Acetil-CoA per l'addició seqüencial de dos carbonis a la cadena que s'està creant. Les cadenes hidròfobes dels lípids, és a dir, àcids grassos i isoprenoides, són biosintetitzats a partir de l'acetil-CoA, però amb diferències amb la condensació, fet que fa que doni lloc a diferents productes.
Tanmateix, de la degradació metabòlica dels hidrats de carboni a la via de la glucòlisis s'origina l'acetil CoA. Per tant, l'excés de carbohidrats ingerits que no siguin catabolitzats per la demanda d'energia d'aquell moment, esdevindran greixos per al seu emmagatzematge. La via de β-oxidació, i la seva inversa la via de biosíntesi, entre els àcids grassos i l'acetil-CoA són molt semblants però difereixen en la identitat del grup acil, l'estereoquímica del β-hidroxiacil intermediari de la reacció i la identitat del coenzim redox.
El colesterol, durant la seva biosíntesi, inicialment condensa dos molècules d'acetil-CoA que donaran com a producte acetoacetil-CoA, el qual es pot transformar en ß-hidroxi-ß-metilglutanil-CoA si es condensa una tercera molècula d'acetil-CoA, a la vegada que serà reduïda per mitjà de 2 NADPH per a formar àcid mevalònic, i posteriorment, després de diverses reaccions s'origina el colesterol.

### ß-Oxidació dels àcids grassos
A part de participar en els processos de síntesi de diversos tipus de lípids, l'acetil-CoA, també té un paper fonamental en el catabolisme dels àcids grassos que els formen per tal d'obtenir energia en un procés conegut com a ß-oxidació (ja que s'oxida el carboni ß de la cadena hidrocarbonada) i que té lloc a l'interior dels mitocondris o als peroxisomes.
El pas previ i indispensable a l'oxidació dels àcids grassos és l'activació de les molècules en el reticle endoplasmàtic (RE) o en la membrana mitocondrial externa gràcies a l'acetil-CoA. En aquesta fase, es forma un enllaç tioèster entre el grup carboxil de l'àcid gras i el grup tiol de l'acetil coenzim A. Aquest procés d'esterificació consumeix energia, que s'aporta en forma d'ATP (això comporta una alliberació de pirofosfat que posteriorment serà hidrolitzat en forma de dues molècules de fosfat). La reacció (representada a continuació) està catalitzada per un enzim específic localitzat a la membrana mitocondrial externa: l'acil-CoA sintetasa.
```

  

    

      

        

          

            

              

                
R

                
−

                
C

                
O

                
O

                
H

                
+

                
A

                
T

                
P

                
+

                
C

                
o

                
S

                
H

                
→

                
R

                
−

                
C

                
O

                
−

                
S

                
C

                
o

                
A

                
+

                
A

                
M

                
P

                
+

                
P

                

                  
P

                  

                    
i

                  

                

                
+

                

                  
H

                  

                    
2

                  

                

                
O

              

            

          

        

      

    

    
{\displaystyle {\begin{aligned}R-COOH+ATP+CoSH\rightarrow R-CO-SCoA+AMP+PP_{i}+H_{2}O\end{aligned}}}

  

```

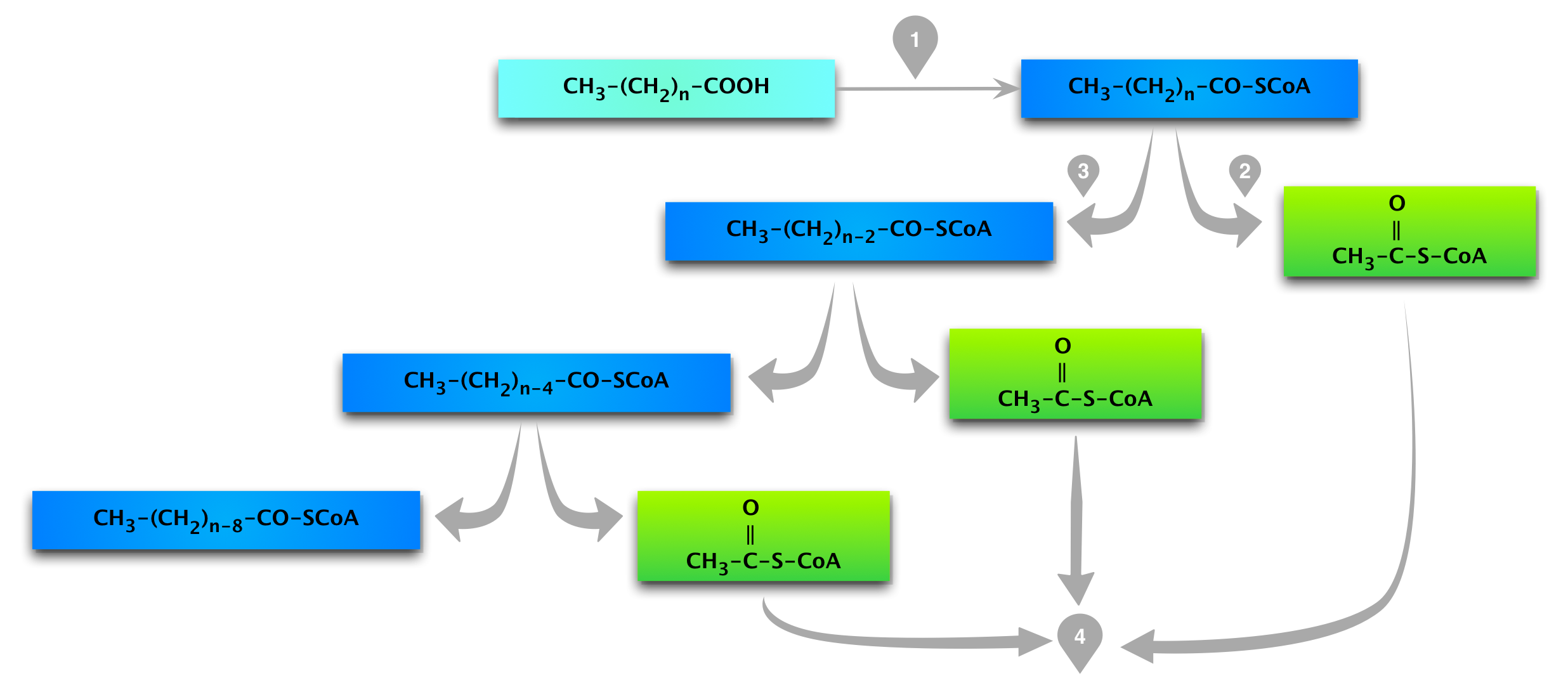
ß-oxidació dels àcids grassos
1. Activació de l'àcid gras
2. Obtenció d'una molècula d'acetil-CoA
3. Cadena d'àcid gras amb "n-2" C
4. Totes les molècules d'acetil-CoA entren a cicle de Krebs

La molècula resultant d'àcid gras activat adopta la forma d'acil-CoA. Posteriorment, aquest acil sofrirà una sèrie de modificacions seqüencials per tal de poder entrar dins el mitocondri amb la intervenció de la carnitina, un transportador de membrana.
Un cop dins el mitocondri, l'acil es converteix totalment en molècules d'acetil-CoA gràcies a 4 reaccions (primera oxidació, hidratació, segona oxidació i tiòlisi) i la intervenció de diversos enzims que les catalitzen (deshidrogenases, hidratases i tiolases). Com a resultat de cada cicle de reaccions s'origina la formació d'una molècula d'acetil-CoA i un acil amb dos carbonis menys. Per tant, al final de la ß-oxidació s'obtenen “n/2” molècules d'acetil-CoA (considerant “n” el nombre de carbonis de la cadena de l'àcid gras en degradació), que seran completament oxidades al cicle de Krebs per a l'obtenció d'energia. Així doncs, l'acetil-CoA és el producte fonamental de la ß-oxidació dels àcids grassos.
Finalment, les molècules d'acetil-CoA resultants entraran en el cicle de Krebs i per cadascuna d'elles s'obtindran 10 molècules d'ATP, cosa que denota la gran eficiència energètica d'aquest conjunt de reaccions.
Així doncs, és evident que l'acetil-CoA té un paper clau no tan sols en les vies biosintètiques, sinó que també és fonamental en la degradació de compostos per tal d'obtenir l'energia necessària per al manteniment de les estructures i funcions dels organismes.

### Participació en el cicle de Krebs
El cicle de l'àcid cítric o cicle de Krebs és una via metabòlica que constitueix l'eix central de la respiració cel·lular, permetent obtenir electrons d'alta energia associats a NAD que després, a la cadena respiratòria, a través d'una sèrie d'oxidacions i reduccions, serveixen per obtenir l'energia necessària per sintetitzar ATP.
L'Acetil-CoA porta a terme un paper clau en el cicle de l'àcid cítric, ja que és un element indispensables a l'hora d'iniciar-lo. Ja sigui provinent de la unió del piruvat després de la glucòlisi, de l'oxidació dels àcids grassos o d'altres rutes metabòliques, quan l'Acetil-CoA ingressa al cicle, la seva funció és cedir el seu grup acetil a l'oxalacetat, un compost de quatre carbonis present al cicle que, d'aquesta manera es transforma en un compost de sis carbonis, el citrat.
Aquesta és una reacció catalitzada per la citrat sintasa, que uneix el carboni situat al radical metil del grup acetil amb el grup carbonílic (una cetona, en aquest cas) de l'oxalacetat (C2). A partir d'aquesta unió es forma un compost intermediari, el citril-CoA, en el qual la unió de l'acetil i l'oxalacetat ja és efectiva. Si més no, el grup acetil i el coenzim A encara romanen units. Per tant, és en aquest moment quan es produeix una hidròlisi (per tant, cal una molècula d'aigua) que separa ambdós composts donant lloc a una molècula de coenzim A que pot tornar a participar en altres rutes metabòliques i a una molècula de citrat lliure. Aquesta última reacció es caracteritza per ser molt exergònica a causa de l'elevada energia de l'enllaç tioèster que uneix el coenzim A amb el grup acetil. L'equació abreujada de la reacció presenta la següent forma:
```

  

    

      

        

          

            

              

                
A

                
c

                
e

                
t

                
i

                
l

                
C

                
o

                
A

                
+

                
O

                
x

                
a

                
l

                
a

                
c

                
e

                
t

                
a

                
t

                
+

                

                  
H

                  

                    
2

                  

                

                
O

                
→

                
C

                
i

                
t

                
r

                
a

                
t

                
+

                
H

                
S

                
C

                
o

                
A

              

            

          

        

      

    

    
{\displaystyle {\begin{aligned}AcetilCoA+Oxalacetat+H_{2}O\rightarrow Citrat+HSCoA\end{aligned}}}

  

```

En acabar una volta de cicle i a través d'una sèrie de reaccions consecutives, l'oxalacetat es regenera i queda disponible per acceptar un nou grup acetil provinent d'una altra molècula d'Acetil-CoA i així iniciar un nou cicle. D'aquesta manera, podem considerar que el grup acetil de l'Acetil-CoA és el punt de partida del cicle de l'àcid cítric.

### Participació en les acetilacions biològiques
En certes condicions específiques l'acetil-CoA, es pot fer servir per a sintetitzar cossos cetònics, els quals es poden utilitzar com a substrats energètics, amb l'excepció del fetge que no pot aprofitar aquesta via d'energia.
Els cossos cetònics es formen a la matriu mitocondrial de les cèl·lules del fetge, i en menor mesura a les del ronyó, i normalment en situacions extremes com ara situacions de dejuni o malalties com la diabetis. En aquests casos, l'oxalacetat que ha d'unir-se a l'Acetil-CoA s'utilitza directament per l'obtenció d'energia i, per tant, no està disponible al cicle de Krebs. Llavors, mitjançant enzims mitocondrials, l'Acetil-CoA segueix una altra via i es transforma en acetoacetat i D-ß-hidrobutirat. Durant aquest procés, dues molècules d'acetil-CoA es transformen en acetoacetil-CoA, que reacciona amb l'aigua i s'hidrolitza donant lloc a l'acetoacetat i a molècules lliures de coenzim A.